# بخش خشکبیجار
بخش خشکبیجار یکی از بخش‌های شهرستان رشت در استان گیلان در شمال ایران است.

## تقسیمات کشوری
- دهستان حاجی بکنده خشکبیجار
- دهستان نوشر خشکبیجار
- شهر: خشکبیجار

## جمعیت
بنابر سرشماری مرکز آمار ایران، جمعیت بخش خشکبیجار شهرستان رشت در سال ۱۳۸۵ برابر با ۲۸،۰۵۱ نفر بوده‌است.